# Dazu (flygplats i Kina)
Dazu flygbas är en militär flygplats utanför Dazu i Kina. Den ligger i stadskommunen Chongqing, i den centrala delen av landet, 1 500 km sydväst om huvudstaden Peking. Dazu flygbas ligger 385 meter över havet.
Terrängen runt Dazu flygbas är platt västerut, men österut är den kuperad. Terrängen runt Dazu flygbas sluttar österut. Runt Dazu är det tätbefolkat, med 659 invånare per kvadratkilometer. Närmaste större samhälle är Longshui, 15,4 km söder om Dazu flygbas. Omgivningarna runt Dazu flygbas är en mosaik av jordbruksmark och naturlig växtlighet.
Klimatet i området är fuktigt och subtropiskt. Årsmedeltemperaturen i trakten är 18 °C. Den varmaste månaden är juli, då medeltemperaturen är 26 °C, och den kallaste är januari, med 6 °C. Genomsnittlig årsnederbörd är 1 416 millimeter. Den regnigaste månaden är september, med i genomsnitt 262 mm nederbörd, och den torraste är december, med 15 mm nederbörd.